# فريديريك براندو
فريديريك براندو (بالفرنسية: Frédéric Brando)‏ هو لاعب كرة قدم فرنسي، ولد في 8 نوفمبر 1973 في كان في فرنسا. لعب مع أولمبيك مارسيليا ونادي تولون ونادي سيدان ونادي كليرمونت 63 ونادي لوهافر ونادي موناكو.

## وصلات خارجية
- فريديريك براندو على موقع رابطة كرة القدم الفرنسية للمحترفين (الإنجليزية)
- فريديريك براندو على موقع قاعدة بيانات كرة القدم.إي يو (الإنجليزية)
- فريديريك براندو على موقع ليكيب (الفرنسية)